# Tam quốc chí (phim hoạt hình)
Tam quốc chí là một bộ phim hoạt hình 2009 được phối hợp sản xuất giữa Beijing Huihuang Animation Company ở Trung Quốc và Future Planet ở Nhật Bản. Phim dựa trên tác phẩm Tam Quốc Diễn Nghĩa của tác giả La Quán Trung. Tại Việt Nam, phim từng được Công ty Cổ phần Truyền thông Trí Việt (TVM Corp.) mua bản quyền và phát sóng trên kênh HTV3.

## Sản xuất
Tổng giá trị phim này là ¥650 triệu, (US$7.8 triệu).. 

## Diễn viên lồng tiếng
- Điêu Thiền - Quý Quan Lâm
- Vương Duẫn - Thang Thủy Vũ
- Lưu Bị - Lý Lập Hoành
- Trương Phi - Trương Diêu Hàm
- Quan Vũ - Lưu Thanh Vĩ
- Đổng Trác - Lưu Nhuận Thành
- Tào Tháo - Từ Đào
- Gia Cát Lượng - Trương Chấn
- Triệu Vân - Trương Kiệt
- Tuân Úc - Lý Quân
- Quách Gia - Dương Phong Yến
- Hứa Chử - Vương Nghĩa Siêu
- Tào Nhân - Lý Hạo

### Lồng tiếng Việt
- Tất My Ly, Hồng Quốc Phát - Lưu Bị, Hoàng Cái
- Tạ Bá Nghị, Đồng Thanh Phong - Quan Vũ, Mạnh Hoạch
- Nguyễn Trí Luân - Trương Phi, Tư Mã Chiêu
- Trần Vũ - Tào Tháo, Tư Mã Sư
- Hồ Tiến Đạt - Lữ Bố, Gia Cát Lượng, Lăng Thống
- Hồ Chơn Nhơn - Đổng Trác, Tôn Quyền, Tư Mã Ý
- Nguyễn Anh Tuấn - Lý Túc, Triệu Tử Long, Tào Duệ
- Đặng Hạnh Phúc - Vương Doãn, Lỗ Túc
- Văn Tài - Viên Thiệu, Trương Liêu, Ngụy Diên
- Lâm Quốc Tín, Huỳnh Lưu Đăng Thái - Trần Cung, Chu Du, Mã Siêu
- Khánh Vân - Điêu Thuyền, Thiếu Đế
- Nguyễn Thụy Thùy Tiên - Tôn Thượng Hương
- Lê Trường Tân - Bàng Đức, Khương Duy, Lục Tốn
- Ngô Minh Triết - Lý Nho, Bàng Thống, Tào Nhân
- Thái Minh Vũ - Vu Cấm, Hứa Chử, Mã Tắc, Ngưu Kim
- Trịnh Kiêm Tiến - Tôn Càn, Quan Hưng, Trương Bình
- Trần Hoàng Sơn - Hán Hiến Đế, Quách Gia, Lưu Thiện
- Phan Thị Kim Phước - Cam phu nhân
- Lưu Ái Phương - Mi phu nhân
- Nguyễn Vũ Minh Chuyên - Hạ Hầu Thị
- Võ Huyền Chi - A Đẩu/Lưu Thiện lúc nhỏ

## Danh sách tập
| STT        | Tên tiếng Trung Quốc | Tên tiếng Nhật   | Tên tiếng Việt                  |
| ---------- | -------------------- | ---------------- | ------------------------------- |
| 1          | 桃园结义             | 桃園の誓い       | Kết nghĩa đào viên              |
| 2          | 董卓进京             | 漢王室の風雲     | Đổng Trác tiến kinh             |
| 3          | 三英战吕布           | 董卓討伐軍       | Tam anh chiến Lữ Bố             |
| 4          | 连环计               | 悲しき策略       | Liên hoàn kế                    |
| 5          | 凤仪亭               | 董卓の最期       | Phụng Nghi đình                 |
| 6          | 让徐州               | 曹操の野望       | Nhượng Từ Châu                  |
| 7          | 移驾许都             | 呂布と劉備       | Rời giá Hứa Đô                  |
| 8          | 辕门射戟             | 駆虎呑狼の計     | Nha môn bắn kích                |
| 9          | 战宛城               | 宛城の戦い       | Trận chiến Phàn Thành           |
| 10         | 白门楼               | 堕ちた英雄       | Lầu Bạch Môn                    |
| 第十一集   | 煮酒论英雄           | 英雄の資格       | Uống rượu luận anh hùng         |
| 第十二集   | 关羽约三事           | 三つの条件       | Ba điều kiện của Vân Trường     |
| 第十三集   | 千里走单骑           | 五関突破         | Một ngựa bay nghìn dặm          |
| 第十四集   | 古城会               | 古城の再会       | Hội Cổ Thành                    |
| 第十五集   | 官渡之战（上）       | 官渡の戦い(前編) | Trận chiến Quan Độ (phần 1)     |
| 第十六集   | 官渡之战（下）       | 官渡の戦い(後編) | Trận chiến Quan Độ (phần 2)     |
| 第十七集   | 三顾茅庐             | 三顧の礼         | Ba lần tới lều tranh            |
| 第十八集   | 孔明出山             | 軍師・孔明登場   | Khổng Minh xuất sơn             |
| 第十九集   | 单骑救阿斗           | 一騎当千         | Một ngựa cứu ấu chúa            |
| 第二十集   | 长坂坡               | 長坂坡の戦い     | Cầu Trường Bản                  |
| 第二十一集 | 舌战群儒             | 赤壁・孔明の舌戦 | Tranh luận với Nho sĩ           |
| 第二十二集 | 群英会               | 赤壁・周瑜の陰謀 | Hội Quần anh                    |
| 第二十三集 | 草船借箭             | 赤壁・十万本の矢 | Thuyền cỏ mượn tên              |
| 第二十四集 | 苦肉计               | 赤壁・苦肉の計   | Khổ nhục kế                     |
| 第二十五集 | 借东风               | 赤壁・東の風     | Mượn gió đông                   |
| 第二十六集 | 火烧赤壁             | 赤壁・勝敗決す   | Hỏa thiêu Xích Bích             |
| 第二十七集 | 智取南郡             | 南郡進攻         | Tranh đoạt Nam Quận             |
| 第二十八集 | 甘露寺（上）         | 劉備の結婚(前編) | Chùa Cam Lộ (phần 1)            |
| 第二十九集 | 甘露寺（下）         | 劉備の結婚(後編) | Chùa Cam Lộ (phần 2)            |
| 第三十集   | 卧龙吊丧             | 周瑜の死         | Ngọa Long viếng tang            |
| 第三十一集 | 马超起兵             | 馬超起つ         | Mã Siêu khởi binh               |
| 第三十二集 | 张松献图             | 張松の地図       | Trương Tùng dâng bản đồ         |
| 第三十三集 | 刘备入川             | 劉備、蜀に入る   | Lưu Bị nhập Xuyên               |
| 第三十四集 | 义释严颜             | 武将・厳顔       | Vì nghĩa tha Nghiêm Nhan        |
| 第三十五集 | 单刀赴会             | 陰謀の宴         | Một đao đến hội                 |
| 第三十六集 | 定军山               | 定軍山の戦い     | Núi Định Quân                   |
| 第三十七集 | 关羽战庞德           | 漢中王・劉備     | Quan Vũ đánh Bàng Đức           |
| 第三十八集 | 走麦城               | 関羽死す！       | Chạy ra Mạch Thành              |
| 第三十九集 | 火烧连营             | 三国鼎立         | Đốt sạch trại liên doanh        |
| 第四十集   | 白帝城               | 劉備の遺言       | Bạch Đế thành                   |
| 第四十一集 | 七擒孟获（上）       | 南蛮王・孟獲     | Bảy lần bắt Mạnh Hoạch (phần 1) |
| 第四十二集 | 七擒孟获（中）       | 猛獣部隊         | Bảy lần bắt Mạnh Hoạch (phần 2) |
| 第四十三集 | 七擒孟获（下）       | 南蛮平定         | Bảy lần bắt Mạnh Hoạch (phần 3) |
| 第四十四集 | 出师北伐             | 北伐開始         | Xuất sư phạt Bắc                |
| 第四十五集 | 收姜维               | 智将・姜維       | Thu nạp Khương Duy              |
| 第四十六集 | 空城计               | 空蝉の城         | Không thành kế                  |
| 第四十七集 | 斗智祁山             | 諸葛亮対司馬懿   | Đấu trí ở Kỳ Sơn                |
| 第四十八集 | 诸葛妆神             | 妖怪の兵士       | Gia Cát giả làm thần            |
| 第四十九集 | 六出祁山             | 六度目の進軍     | Sáu lần ra Kỳ Sơn               |
| 第五十集   | 五丈原               | 五丈原の風       | Gò Ngũ Trượng                   |
| 第五十一集 | 政归司马氏           | 司馬懿の反乱     | Ngụy chủ thuộc về họ Tư Mã      |
| 第五十二集 | 三国归晋             | つわもの達よ     | Tam quốc quy Tấn                |